# 頓河畔羅斯托夫看守所人質危機
2024年6月16日凌晨，俄羅斯羅斯托夫州頓河畔羅斯托夫的羅斯托夫州俄羅斯聯邦監獄管理局第一看守所（頓河畔羅斯托夫看守所）內發生由伊斯蘭國武裝分子囚犯發動的人質劫持事件。俄羅斯特種部隊進行突襲行動，成功解救人質，並擊斃5名劫持者。

## 經過
據电报頻道《112》和《SHOT》報導指，6名涉及恐怖主義罪行的囚犯於凌晨三點從牢房逃脫。他們鋸開窗戶的鐵欄杆，利用繩索從三樓和四樓下來，其中一人摔倒並摔斷手。離開牢房後，他們暫時躲在看守所內，隨後集合並用磨尖的工具、刀具和橡皮警棍武裝。囚犯首先劫持初級督察維克多·孔恰科夫，其後羅斯托夫州聯邦監獄管理總局局長亞歷山大·博格馬向囚犯談判，最後同遭囚犯劫持。看守所運營部門主任康斯坦丁·戈羅赫一度被劫持者劫持，但他成功逃脫，手部被刺傷，而其仍設法堵住看守所存放武器區域的大門。
該6名劫持者自稱是伊斯蘭國成員，他們要求為俄羅斯當局提供汽車並讓他們自由離開，以換取釋放人質。據《112》發佈事件的影片顯示，劫持者持有刀具和手機，頭上綁有一面伊斯蘭國旗幟和帶有阿拉伯文字的頭帶，他們蓄起長鬍，明顯不符看守所囚犯的規定。據《SHOT》引用自己的消息來源稱，看守所懲教人員組織非法管道來售賣違禁物，劫持者們以2500盧布向其購買違禁物，而劫持者則利用此途徑獲得手機互相聯繫策劃事件和使用鋼鋸鋸開窗戶的鐵欄杆越獄。
上午9時，羅斯托夫州首席穆夫提艾哈邁德·阿布蘇皮亞諾夫曾前往看守所向劫持者談判，但無果。中午12時，俄羅斯特種部隊強攻看守所，5名劫持者被殺，1名劫持者重傷，被送醫救治。

## 劫持者
據《高加索結》報導指，其中3名劫持者沙米爾·阿基耶夫、塔梅爾蘭·吉列耶夫和阿扎馬特·齊茨基耶夫來自印古什，於2022年4月加入伊斯蘭國，試圖對卡拉恰伊-切爾克斯共和國最高法院發動恐怖攻擊，其後他們於2023年12月被法院判以在最高安全級別監獄監禁18年。
第4名劫持者馬利克·甘達洛耶夫來自印古什，其因在森林藏有自製爆炸物，準備恐怖攻擊而被捕。第5名劫持者穆罕默德·賽普迪諾夫來自達吉斯坦共和國，其因搶劫和勒索被定罪。28歲的第6名劫持者德米特里·卡姆尼耶夫（或有報導指名字為丹尼爾·卡姆尼耶夫），他在2013年第一次入獄期間在監獄中皈依伊斯蘭教，2021年被起訴實施恐怖襲擊。他在強攻中生還，於羅斯托夫一家醫院的加護病房中救治，情況危殆。
俄新社引述執法機構消息人士稱劫持者是印古什人或車臣人。印古什共和國首腦馬哈茂德-阿里·卡利馬托夫確認其中4人來自印古什共和國。但車臣共和國國家政策部長艾哈邁德·杜達耶夫否認有劫持者來自車臣共和國。

## 後續
俄羅斯當局根據《俄羅斯刑法典》第206條〈劫持人質〉立案調查事件。據《SHOT》報導指，俄羅斯聯邦監獄管理局將在事件後進行內部調查。
事後頓河畔羅斯托夫看守所代理所長羅曼·扎博洛特涅夫被停職，而所有在劫持事件發生時在崗的懲教人員都被調查。由於扎博洛特涅夫擔任看守所代理所長僅幾個月，故前任所長安德烈·穆薩耶夫也被當局內部調查。
《英国广播公司》引用評論者指，人質之一，羅斯托夫州聯邦監獄管理總局局長亞歷山大·博格馬未召集特種部隊保護，而獨自出現在頓河畔羅斯托夫看守所導致被劫持，「要嘛他是個傻瓜，要嘛他在『做生意』」。
俄羅斯國家杜馬信息政策委員會主席亞歷山大·欣施泰因表示，這次事件將導致許多人受到嚴厲懲罰。